# Robert McCloskey
Robert McCloskey (* 15. September 1914 in Hamilton (Ohio); † 30. Juni 2003 in Deer Isle, Maine) war ein amerikanischer Autor und Illustrator von Kinderbüchern.

## Leben
McCloskey ist vor allem für seine Porträts von Neu-England bekannt. Er schrieb und illustrierte acht Bücher. Das berühmteste unter ihnen ist Make Way for Ducklings, das im Jahre 1941 erschien und 1942 mit der Caldecott-Medaille ausgezeichnet wurde.
Make Way for Ducklings schildert die Erlebnisse einer Familie von Stockenten, die auf einem Teich in einer Parkanlage in Boston leben. Die Geschichte ist bis heute in Boston bekannt und wird als Teil des städtischen Erbes angesehen. Im Jahre 2003 wurde die Erzählung zum offiziellen Kinderbuch von Massachusetts ernannt. 1987 schuf die Bildhauerin Nancy eine Bronzefigur von Mrs. Mallard und ihren Küken, die heute im Public Garden in Boston steht. Der Park ist auch Veranstaltungsort der jährlichen Make Way for Ducklings-Parade, die am Muttertag veranstaltet wird und an der Hunderte von Kindern in Entenkostümen teilnehmen.

## Werke
- Make Way for Ducklings. The Viking Press, New York 1941
  - deutsch als Familie Schnack (Verlag Kalmár, Wien 1948) und Straße frei, die Enten kommen (Carlsen, Reinbek 1967)
- One morning in Maine. The Viking Press, New York 1952
  - deutsch als Ich habe einen Wackelzahn (Carlsen, Reinbek 1967)